# Angriff auf Fatimas Haus
Als Angriff auf Fatimas Haus wird eine angebliche gewaltsame Konfrontation bezeichnet, die im Haus von Fatima, der Tochter des islamischen Propheten Muhammad, kurz nach dessen Tod im Jahr 632 n. Chr. stattgefunden habe.
Dieser angebliche Angriff auf Fatimas Haus findet sich in zwölfer-schiitischen Hadithbüchern, jedoch nicht in sunnitischen Hadithbüchern. In einer zwölfer-schiitischen Überlieferung soll sich Fatima bei dieser Konfrontationen Verletzungen zugezogen haben, die sowohl zur Fehlgeburt ihres Sohnes Muhsin ibn Ali sowie kurz danach zu ihrem eigenen Tod geführt haben.